# Lambda Pegasi
Lambda Pegasi (λ Pegasi / 47 Pegasi / HD 215665) es una estrella en la constelación de Pegaso, ocasionalmente conocida con el nombre de Sadalpheretz.
De magnitud aparente +3,97, se encuentra a 365 años luz del sistema solar.
Lambda Pegasi es una gigante amarilla —aunque también ha sido catalogada como supergigante— de tipo espectral G8II-III.
Tiene una temperatura efectiva comprendida entre 4650 y 4775 K.
Su luminosidad es 400 veces superior a la del Sol y posee un diámetro 30 veces más grande que el diámetro solar.
Gira sobre sí misma con una velocidad de rotación de 8,0 km/s, si bien éste es un límite inferior que depende de la inclinación de su eje de rotación.
Lambda Pegasi posee una metalicidad comparable a la del Sol, con un contenido de hierro en relación con el de hidrógeno ligeramente por debajo del valor solar (aproximadamente el 82% del mismo).
Su masa se estima entre 3,7 y 4 masas solares.
En cuanto a su estado evolutivo, se piensa que en su núcleo está empezando la fusión nuclear del helio en carbono y oxígeno.
Finalizará su vida como una enana blanca con 3/4 partes de la masa del Sol.